# Națovți, Veliko Tărnovo
Națovți (în bulgară Нацовци) este un sat în comuna Veliko Tărnovo, regiunea Veliko Tărnovo,  Bulgaria. 

## Demografie
Componența etnică a satului Națovți
     Bulgari (95,83%)
     Nicio identificare (4,16%)
     Altele (0%)
La recensământul din 2011, populația satului Națovți era de 48 locuitori. Din punct de vedere etnic, majoritatea locuitorilor (95,83%) erau bulgari. Pentru 4,16% din locuitori nu este cunoscută apartenența etnică.